# Friedrich Wilhelm Oediger
Friedrich Wilhelm Oediger (* 9. Mai 1907 in Hüls; † 31. Januar 1993 in Meerbusch) war ein deutscher Historiker und Archivar. Er wirkte unter anderem als Leitender Staatsarchivdirektor.
Friedrich Oediger, Sohn von Josefine Oediger, geborene Kehren, und des Apothekers Wilhelm Oediger, studierte Geschichte und Germanistik in Freiburg, Münster, Tübingen und Berlin. 1929 wurde er an der Universität Tübingen mit einer Arbeit über die Klerikerbildung im Spätmittelalter zum Dr. phil. promoviert. Von 1931 bis 1933 absolvierte er die preußische Archivarsausbildung am Institut für Archivwissenschaft in Berlin-Dahlem.
Nach bestandenem Archivarsexamen fand er 1934 eine Anstellung als wissenschaftlicher Hilfsarbeiter beim preußischen Staatsarchiv in Düsseldorf, wo er 1938 zum Staatsarchivrat und 1952 zum Oberstaatsarchivrat aufstieg. Von 1953 bis zu seiner Pensionierung 1972 war er als Staatsarchivdirektor Leiter dieses Hauses (1946 umbenannt in Hauptstaatsarchiv Düsseldorf). 1964 erhielt er den Titel Professor. Im Jahr 1969 wurde Oediger zum korrespondierenden Mitglied der Historischen Kommission für Westfalen gewählt. 1973 wurde ihm das Verdienstkreuz 1. Klasse der Bundesrepublik Deutschland verliehen. Er starb 1993 im Alter von 85 Jahren in seinem Wohnort Meerbusch.
Friedrich Wilhelm Oediger war katholisch und ab 1935 verheiratet mit Agnes Oediger, geborene Heringer.

## Publikationen (Auswahl)
- Schriften des Arnold Heymerick. 1939.
- Über die Bildung des Geistlichen im späteren Mittelalter. 1953.
- Die Regesten des Erzbischofs von Köln. Band 1. 1954/1958.
- Das Staatsarchiv Düsseldorf und seine Bestände. Band 1–2, 4–5 und 8. 1957–1974.
- Das älteste Totenbuch des Stiftes Xanten. 1958.
- Die Geschichte des Erzbistums Köln. 2 Bände. 1964–1971.
- Vom Leben am Niederrhein. Aufsätze. 1973.
- Der Liber quondam notarii (W. Ysbrandi de Clivis), 1362–1446. 1978.
- Das Einkünfteverzeichnis des Grafen Dietrich von Kleve 1319. 2 Bände. 1982.